# Aleksander Lukin
Aleksander Lukin (en ruso: Александр Лукин) es un personaje ficticio que aparece en los cómics estadounidenses publicados por Marvel Comics.

## Historial de publicaciones
El personaje apareció por primera vez en Capitán América vol. 5 #1 (enero de 2005), y fue creado por Ed Brubaker y Steve Epting. Sirve como el principal antagonista de la primera historia de Winter Soldier.

## Biografía ficticia
Aleksander Lukin nació en el pueblo soviético de Kronas a fines de la década de 1930. Su aldea fue utilizada como base de operaciones de Red Skull durante la Segunda Guerra Mundial. Las tropas soviéticas intentan retomar la ciudad, asistidas por el equipo de superhéroes Invaders de los aliados occidentales. El líder de las fuerzas soviéticas, Vasily Karpov, toma a Lukin como protegido.
En las décadas siguientes, Lukin se convirtió en una figura importante en el ejército soviético y en la KGB, ascendiendo al rango de General. Después del fallecimiento de Karpov, Lukin queda bajo la custodia de una gran cantidad de proyectos especiales de su mentor desarrollados durante décadas. El vende algunos de estos dispositivos a los mejores postores para recaudar fondos, incluso a Red Skull. Cinco años después, Red Skull finalmente recupera el Cubo Cósmico que altera la realidad, solo para ser asesinado por el Soldado del Invierno por orden de Lukin. Sin embargo, Red Skull usó el Cubo Cósmico para transferir su propia mente justo antes de morir al cuerpo de Lukin, dejando a los dos hombres pegados "como ratas en una jaula". Lukin usa el Cubo Cósmico para enriquecer su frente comercial legítimo Corporación Kronas. Pero cuando, en un ataque de ira, el Cubo Cósmico daña a uno de sus amigos, Lukin hace que se despida el Cubo Cósmico. Después de que el Soldado de Invierno destruye el Cubo Cósmico y recupera sus propios recuerdos, Lukin y Red Skull han trabajado incómodamente juntos contra el Capitán América original, incluso cuando Red Skull emprende una campaña por el control del cuerpo de Lukin; Lukin jura suicidarse antes de permitir que eso suceda. Tras el descubrimiento del Soldado del Invierno de la conexión de Lukin con Red Skull, los dos fingen "su" muerte para continuar operando desde las sombras. Con su antiguo ejecutor como el Capitán América, la pareja se las ingenia para secuestrar a Sharon Carter para unirse a una máquina que traerá de vuelta al desplazado en el tiempo a Steve Rogers, sin embargo, su cautivo se rebela y destruye la máquina. La última maniobra de Arnim Zola transfiere la conciencia de Red Skull a un robot con Lukin libre por fin antes de ser asesinado a tiros por Carter solo unos segundos después.
Más tarde, Lukin es resucitado por su esposa Alexa Lukin, con la ayuda de Rasputin y Selene. Los Luken se unen a Power Elite. Como efecto secundario de su renacimiento, el fragmento de la mente de Red Skull dentro de Lukin también fue revivido.

## En otros medios

### Cine
Si bien Aleksander Lukin no aparece en la película de Marvel Cinematic Universe de 2014 Captain America: The Winter Soldier, Alexander Pierce (interpretado por Robert Redford) toma el lugar del personaje como el controlador del Soldado del Invierno.

### Videojuegos
- La Corporación Kronas aparece en Spider-Man: Web of Shadows. Esta versión de la compañía sirve como escondite del Buitre, donde construye armaduras para las fuerzas de Kingpin.
- La Corporación Kronas aparece en Lego Marvel Super Heroes.